# Jörg Stein
Jörg Stein (* 14. März 1961) ist ein ehemaliger deutscher Radrennfahrer und nationaler Meister im Radsport.

## Sportliche Laufbahn
Stein war im Bahnradsport und im Straßenradsport in der DDR aktiv. Er startete für den SC Karl-Marx-Stadt.
Stein wurde von 1982 bis 1984 dreimal nationaler Meister in der Mannschaftsverfolgung. Zum Team gehörten neben Jörg Stein jeweils Harald Wolf, Mario Hernig und Steffen Stier. 
Auf der Straße holte er 1983 den Gesamtsieg in der Oder-Rundfahrt. 1984 gewann er in Frankreich das Etappenrennen Tour du Loir-et-Cher vor Richard Trinkler. 1985 war er in dem Rennen erneut erfolgreich. Bei beiden Rundfahrtsiegen gewann er jeweils eine Etappe. Im Giro di Campania 1984 gewann er zwei Etappen und kam auf den 6. Gesamtrang. 1986 siegte er in der 4-Etappenfahrt von Görlitz und wurde Zweiter der nationalen Meisterschaft im Einzelzeitfahren. 
In der DDR-Rundfahrt 1984 wurde er 39., in der Griechenland-Rundfahrt 1985 9. 1986 beendete er seine Laufbahn.